# Ytterån västra
Ytterån västra är en bebyggelse i Krokoms kommun, nordvästra Jämtland. SCB klassade området före 2015 som en del av tätorten Ytterån, för  att därefter klassa den som en separat småort. Vid avgränsningen 2023 understeg befolkningen 50 och småorten avregistrerades. 